# Spooks: Code 9
Spooks: Code 9 (también conocida como: Rogue Spooks y Spooks: Liberty) es un spin-off que se transmitió del 10 de septiembre del 2008 hasta el 7 de octubre del 2008 por la cadena BBC Three. 
La serie fue creada por David Wolstencroft creador de la popular serie Spooks. La serie fue cancelada después de su primera temporada en el 2008.

## Historia
La historia se centra en el futuro en el 2012 justo después de los Juegos Olímpicos de Verano cuando Londres y parte del sureste han sido evacuados a raíz de un ataque nuclear durante la ceremonia de inauguración de los Juegos. Con el gobierno obligado a trasladarse a Mánchester y el Thames House clausurado el MI5 se ve forzado a establecer sus oficinas alrededor del Reino Unido en un intento por ayudar al país a evitar nuevos ataques así como reconstruir sus servicios secretos con seis nuevos y jóvenes reclutas del MI5.

## Personajes

### Personajes Principales
| Actor               | Personaje         | Ocupación                                     | N.º de Episodios |
| ------------------- | ----------------- | --------------------------------------------- | ---------------- |
| Liam Boyle          | Charlie Green     | Oficial del MI5 & ex-Matemático               | 6                |
| Ruta Gedmintas      | Rachel Harris     | Oficial del MI5 & ex-Oficial de Policía       | 6                |
| Andrew Knott        | Rob Sullivan      | Oficial & Médico del Equipo del MI5           | 6                |
| Georgia Moffett     | Kylie Roman       | Oficial del MI5 & ex-Estudiante de Psicología | 6                |
| Christopher Simpson | Vik Kamath        | Oficial del MI5 & Empresario                  | 6                |
| Heshima Thompson    | Jeremy "Jez" Cook | Oficial del MI5 & ex-Criminal                 | 6                |
| Lorraine Burroughs  | Sarah Yates       | exjefa de Operaciones del MI5                 | 6                |

### Personajes Recurrentes
| Actor          | Personaje    | Ocupación                | N.º de Episodios |
| -------------- | ------------ | ------------------------ | ---------------- |
| Parvez Qadir   | Saeed Khan   | Director general del MI6 | 2                |
| Philip Arditti | Abid Malik   | -                        | 2                |
| Myles Kneogh   | Det. Philips | Detective                | 2                |

#### Antiguos Personajes Principales
| Actor           | Personaje | Ocupación       | N.º de Episodios | Causa                           | Estado |
| --------------- | --------- | --------------- | ---------------- | ------------------------------- | ------ |
| Joanne Froggatt | Hannah    | Oficial del MI5 | 2                | asesinada durante una operación | Muerta |

## Episodios
La serie sólo tuvo una temporada con seis episodios.

## Producción
Fue dirigida por Toby Haynes, Brendan Maher y Mat Whitecross.
La serie contó con los escritores Chris Chibnall, Jack Lothian, Cameron McAllister, James Moran, Howard Overman, Ben Schiffer y David Wolstencroft